# Rondaniella aspidoida
Rondaniella aspidoida är en tvåvingeart som beskrevs av Yu och Wu 2004. Rondaniella aspidoida ingår i släktet Rondaniella och familjen svampmyggor. Inga underarter finns listade i Catalogue of Life.